# Rosa diplodonta
Rosa diplodonta es una especie de planta del género Rosa, de la familia Rosaceae.

## Taxonomía
Rosa diplodonta fue descrita por Dubovik en 1966.

## Distribución
Se encuentra en el territorio de Ucrania y Crimea.